# جزایر دیناگات

جانمای استان جزایر دیناگات در نقشه فیلیپین.

جزایر دیناگات یا دیناگات آیلندز (Dinagat Islands) یکی از استان‌های کشور فیلیپین است. مرکز این استان شهر سن خوزه است. جمعیت آن حدود یکصد و هفت هزار نفر است. مساحت این استان هشتصد و دو کیلومتر مربع است.